# Kiềm Tây
Kiềm Tây (chữ Hán giản thể: 黔西市, bính âm: Qiánxī Shì âm Hán Việt: Kiềm Tây thị) là một thành phố cấp huyện thuộc địa cấp thị Tất Tiết, tỉnh Quý Châu, Cộng hòa Nhân dân Trung Hoa. Thành phố này có diện tích 2554 km², dân số năm 2002 là 810.000 người. Mã số bưu chính của Kiềm Tây là 551500. Trụ sở chính quyền của thành phố đóng ở trấn Thành Quan. Về mặt hành chính, thành phố này được chia thành 10 trấn (Thành Quan, Kim Bích, Vũ Đóa, Đại Quan, Cốc Lý, Tố Phác, Trung Bình, Trọng Tâm và Lâm Tuyền), 18 hương và hương dân tộc.